# Omer Dostaler
Omer Dostaler, né le 19 novembre 1848 et mort le 3 décembre 1925 à Sainte-Geneviève-de-Berthier, est un agriculteur et homme politique québécois.

## Biographie
Il est le fils de Pierre-Eustache Dostaler (né Pierre-Amable Cazobon, 1809-1884), cultivateur, député de Berthier (1854, 1861) et membre du Conseil législatif en 1867, et de Geneviève Mousseau ; petit-fils d’Alexis Mousseau, député de Berthier à la Chambre d'assemblée du Bas-Canada de 1830 à 1838 ; et cousin de Joseph-Alfred Mousseau, premier ministre du Québec (1882-1884) et de Joseph-Octave Mousseau, député de Soulanges à l’Assemblée nationale du Québec de 1904 à 1914.
Omer Dostaler fait ses études dans sa ville natale et exploite la ferme familiale dont il hérite à la mort de son père en 1884.
Élu député libéral de Berthier à l’élection partielle du 15 janvier 1890, il ne se représente pas à l’élection générale québécoise de 1890 tenue le 17 juin 1890.
Le 30 janvier 1877, à Sainte-Geneviève-de-Berthier, il marie Sophie-Marie Desrosiers, fille d’Hercule Desrosiers et d'Éloïse Dostaler. Il meurt le 3 décembre à Berthierville le 3 décembre 1925 à l’âge de 77 ans.

## Hommages
Une rue a été nommée en son honneur, en 1972, dans la ville de Québec.